# Etničke grupe Čada
Etničke grupe Čada, 11,088,000 stanovnika (UN Country Population; 2008)
- Abu Sharib	47,000
- Shuwa Arapi, Baggara	1,479,000
- Turku Arapi, 	22,000
- Babalia	6,900
- Baggara, Dekakire	9,700
- Baggara, Hemat	16,000
- Banana, Mussei	307,000
- Banda	83,000
- Barein	7,200
- Barma, Bagirmi	78,000
- Bediondo Mbai	110,000
- Berguid	15,000
- Bernde	4,600
- Besme, Huner	2,200
- Bideyat, Beri	5,200
- Bidio	34,000
- Bilala	239,000
- Bolgo	3,200
- Bon Gula	1,900
- Boor	200
- Britanci	60
- Bua	14,000
- Buduma, Kuri otočani	90,000
- Bulgeda	28,000
- Dai, Dari	87,000
- Daju of Dar Dadju, Saaronge	59,000
- Daju, Bokoruge	110,000
- Dangaleat	66,000
- Disa	3,300
- Fanya, Fagnia	1,700
- Fongoro	2,300
- Francuzi	9,700
- Fulani, Adamawa	224,000
- Fulani, Bagirmi	42,000
- Fulbe-Mbororo	50,000
- Fur	17,000
- Gablai, Kabalai	31,000
- Gabri, Gabere	49,000
- Gadang	3,900
- Gidar	20,000
- Gor	109,000
- Gori	1,000
- Goulai, Goulei	285,000
- Gula Iro, Goula	6,500
- Gula, Sara Gula	15,000
- Gulfe, Ngwalkwe	54,000
- Hausa	175,000
- Jaya	3,800
- Jegu	2,600
- Jongor, Dionkor, Migaama	43,000
- Kaba	32,000
- Kaba Demi	70,000
- Kaba Na	61,000
- Kabba-Laka	102,000
- Kado Herde	58,000
- Kajakse	23,000
- Kanembu	680,000
- Kanuri, Yerwa, Beriberi	164,000
- Karang	1,700
- Karanga, Kurunga	15,000
- Kendeje	2,600
- Kenga, Kenge	62,000
- Kera	78,000
- Kibet	43,000
- Kim, Garap, Kolobo	27,000
- Kimre	21,000
- Koke	1,100
- Kotoko-Kuseri, Mser	2,300
- Kreda	77,000
- Kujarge	2,400
- Kuka	134,000
- Kuo, Koh	17,000
- Kurumi, Kulfe	2,800
- Kwang	29,000
- Lagwan, Kotoko-Logone	6,500
- Lele	50,000
- Lutos-Ruto	3,500
- Maba, Mabangi	364,000
- Mahamid	16,000
- Mahwa	9,300
- Majera	1,300
- Mangbai	2,700
- Mango	118,000
- Mararit	27,000
- Marba, Kulung	217,000
- Marfa	83,000
- Masa, Masana	191,000
- Masalit	205,000
- Maslam, Mandage	700
- Massalat	52,000
- Mbara	2,400
- Mbum	20,000
- Medogo, Medoga	34,000
- Mesme, Zime	35,000
- Mesmedje	45,000
- Miltu	500
- Mimi, Amdang	70,000
- Mire	2,700
- Mogum	11,000
- Mokoulou	23,000
- Mousgoum, Mouloui	43,000
- Mpade	3,300
- Mubi, Moubi	62,000
- Mundang	281,000
- Nancere, Nanjere	83,000
- Ndam, Dam	12,000
- Ngam, Ngama	76,000
- Ngete	19,000
- Nielim, Mjillem	9,000
- Nzakmbay	26,000
- Pana, Pani	1,500
- Peve, Lame	44,000
- Runga	38,000
- Saba	1,900
- Sango	33,000
- Sara Majingai-Ngama, Sar	321,000
- Sara Mbai	152,000
- Sara Ngambai	1,091,000
- Sarwa	3,100
- Sinyar, Shamya	17,000
- Sokoro, Tunjur	9,500
- Soliman Beduini, 	22,000
- Somrai, Sabine	13,000
- Sungor, Asungor	41,000
- Surbakhal	11,000
- Tama	110,000
- Tama, Erenga	52,000
- Taram	700
- Tobanga	44,000
- Torom	12,000
- Tubu, Daza	389,000
- Tubu, Teda	50,000
- Tuburi, Tupuri	159,000
- Tumak	44,000
- Tunya	3,900
- Ubi	1,800
- Zaghawa, Zeghawa	131,000
- Zan Gula	6,500